# Salins (Cantal)
Salins – miejscowość i gmina we Francji, w regionie Owernia-Rodan-Alpy, w departamencie Cantal.
Według danych na rok 1990 gminę zamieszkiwały 164 osoby, a gęstość zaludnienia wynosiła 19 osób/km² (wśród 1310 gmin Owernii Salins plasuje się na 684. miejscu pod względem liczby ludności, natomiast pod względem powierzchni na miejscu 864.).